# Hydraena alpicola
Hydraena alpicola är en skalbaggsart som beskrevs av Pretner 1931. Hydraena alpicola ingår i släktet Hydraena och familjen vattenbrynsbaggar. Inga underarter finns listade i Catalogue of Life.